# Amerigo Manzini
Amerigo Manzini (27 de septiembre de 1883 – 8 de octubre de 1978) fue un periodista, escritor, actor y filatelista de nacionalidad italiana.

## Biografía
Nacido en Livorno, Italia, se graduó en humanidades, y se inició en el periodismo en el año 1904 en el periódico livornés Il Telegrafo, trabajando después en Gazzetta del Popolo (del cual fue redactor), La Lettura y la revista teatral Comoedia.
A lo largo de la década de 1910 trabajó para el teatro, escribiendo algunas comedias, como Malavita, Che non perdona y TSF. Paralelamente se interesó por el cine, bien como intérprete, bien como guionista, participando en más de una decena de filmes rodados entre 1912 y 1921. Su única cinta como director fue La musa del pianto e quella del sorriso (1917). 
En su faceta de escritor, a partir de la década de 1920 publicó novelas como Ucciditi per me! y Le cocottes e il signor Fu, y biografías de Ruggero Ruggeri, Emma Gramatica, Gemma Vercelli y Arturo Ferrarin. Colaboró también como traductor en diversas editoriales, y a partir de 1920 dirigió el Studio Letterario Italiano de Turín.
Casado con la actriz Italia Almirante, famosa diva del cine mudo, a finales de la década de 1930 siguió a su esposa en una gira por América del Sur, colaborando allí con algunos periódicos. Tras quedarse viudo en 1941, volvió a Italia.
En sus últimos años Manzini fue miembro de la Accademia Italiana di Filatelia e Storia Postale. Manizni falleció en Florencia, Italia, en 1978.

## Publicaciones

### Cuentos, novelas, dramas
- Ucciditi per me! - Bologna-Trieste, L. Cappelli editore (1920)
- Le cocottes e il signor Fu - Torino (1930)
- Con le ali d'Italia - Torino (1930)
- La canzone del Piave - Livorno, Il Raccoglitore (1936)
- La vergine donata - Milano, Sonzogno (1941)
- Forse domani il sole - Milano, Gastaldi (1955)

### Biografías
- Ruggero Ruggeri - Milano, Modernissima (1920)
- Emma Gramatica - Milano, Modernissima (1925)
- Arturo Ferrarin - Milano, Casa editrice O. Zucchi (1940)

## Selección de su filmografía

### Actor
- La miniera di ferro, de Oreste Mentasti (1912)
- Addio giovinezza!, de Nino Oxilia (1913)
- La rivincita, de Eugenio Testa (1914)
- L'emigrante, de Febo Mari (1915)
- Il predone dell'aria, de Alberto Traversa (1916)
- L'incendio dell'Odeon, de Eugenio Perego (1917)
- La cugina, de Gero Zambuto (1920)

### Guionista
- La più bella donna del mondo, de Luigi Mele (1920)
- La cavalcata del capriccio, de Luigi D'Alba Vecchi (1921)
- Il crisantemo macchiato di sangue, de Domenico Di Maggio (1921)